# Ścieżka (teoria grafów)
Ścieżka – ścieżką łączącą {\displaystyle v_{0}} z {\displaystyle v_{n}} o długości n nazywa się ciąg wierzchołków {\displaystyle (v_{0},v_{1},...,v_{n})} taki, że dla każdego {\displaystyle k\in \{0,1,\dots ,n-1\}} istnieje krawędź z {\displaystyle v_{k}} do {\displaystyle v_{k+1}} (w przypadku grafu nieskierowanego możemy mówić, że {\displaystyle v_{k},v_{k+1}} sąsiadują z sobą). Często przez ścieżkę rozumiemy również dodatkowo ciąg (czasami zbiór) krawędzi łączących kolejne wierzchołki w ciągu wierzchołków ścieżki. Ciąg tych krawędzi posiada zawsze {\displaystyle n} wyrazów, stąd określenie "długość", co jest najbardziej widoczne w przypadku szczególnego przypadku ścieżek bez powtarzających się wierzchołków (tzw. dróg).
Ścieżka prosta – ścieżka, w której nie ma powtarzających się wierzchołków.
W przypadku grafu (krawędzi) ważonych, należy odróżnić pojęcie długości od odległości (to jest sumy wag krawędzi łączących kolejne wierzchołki w ścieżce - być może liczone wielokrotnie).
Ścieżki są ważnym elementem teorii grafów oraz wielu algorytmów.